# Polé
Polé (* 10. September 1945 in São Paulo; † 10. Februar 2022; bürgerlich Paulo Kesselring Carotini) war ein brasilianischer Wasserballspieler.

## Biografie
Polé begann im Alter von 15 Jahren mit dem Wasserballspielen. Er spielte auf Vereinsebene für den EC Pinheiros. Mit der brasilianischen Nationalmannschaft gewann er bei den Panamerikanischen Spielen 1963 die Goldmedaille. Des Weiteren nahm er mit der Nationalmannschaft an den Olympischen Sommerspielen 1964 in Tokio teil, wo die Mannschaft den 13. Platz belegte. 1967 gewann er mit der Nationalmannschaft die Silbermedaille bei den Panamerikanischen Spielen. Bei all diesen Erfolgen gehörte auch sein Bruder Ivo Kesselring Carotini dem Team an.
Nach seiner Karriere war Polé von 1977 bis 1980 Trainer der brasilianischen Nationalmannschaft.
Polé starb am 10. Februar 2022 im Alter von 76 Jahren.